# Magnetschienenbremse

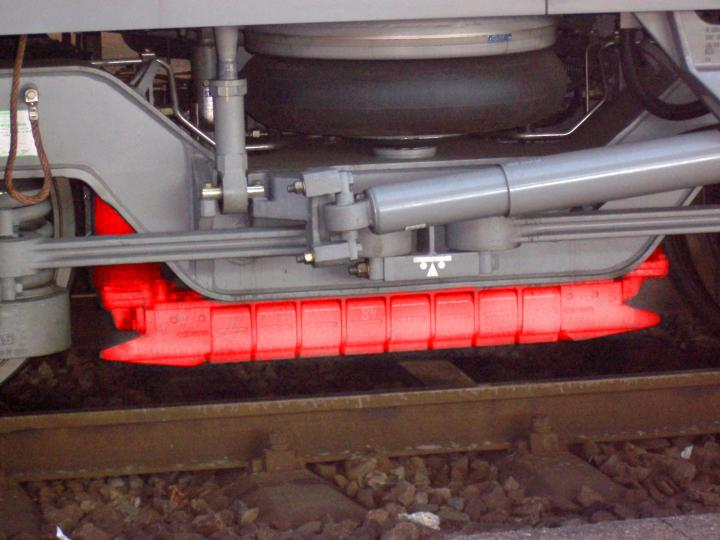
Magnetschienenbremse, rot eingefärbt, an einem Itino D2 von Bombardier Transportation

Eine Magnetschienenbremse (abgekürzt Mg-Bremse) ist eine Bremse für Schienenfahrzeuge. Als zusätzliches Bremssystem helfen sie dabei, die vorgeschriebenen Bremswege von Schienenfahrzeugen einhalten zu können. Sie besteht aus Elektromagneten (Ausführung als Starr- oder Gliedermagnet), einer Aufhängung, pneumatischen Betätigungszylindern und bei Vollbahnen einem Spurhalter.

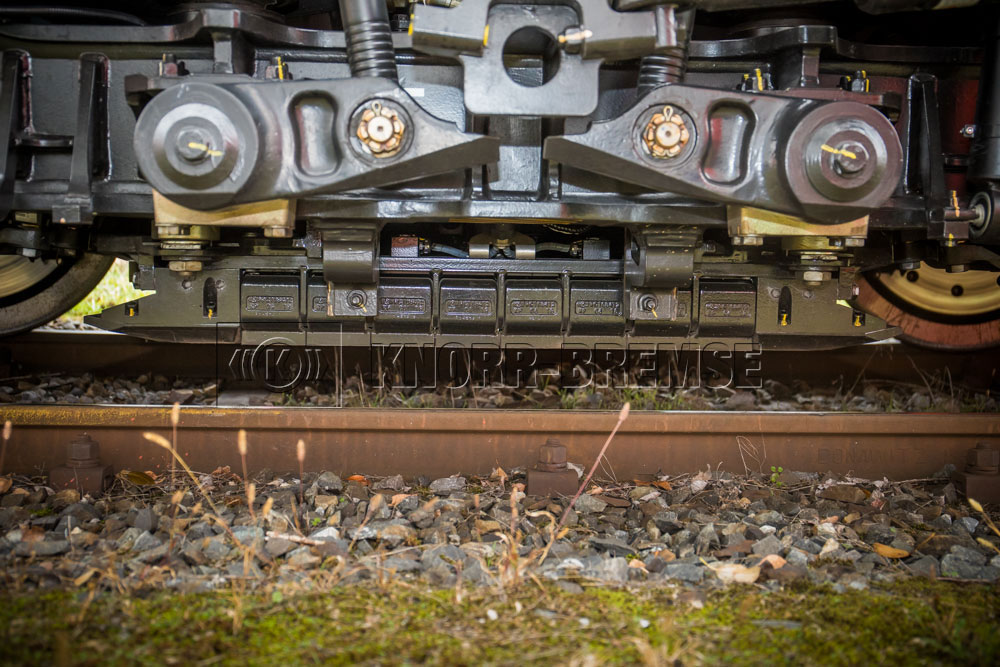
Magnetschienenbremse (gelöster Zustand)

Bei Stromfluss entsteht das Magnetfeld und der Elektromagnet wird von der Schiene angezogen. Zwischen den Magneten und der Schiene besteht ein Kraftschluss, daher liegt eine Reibungsbremse vor, die nicht vom Haftwert zwischen Rad und Schiene abhängig ist. Nässe oder Verschmutzung der Schiene haben dadurch einen geringeren Einfluss auf die Bremskraft.

## Verwendung

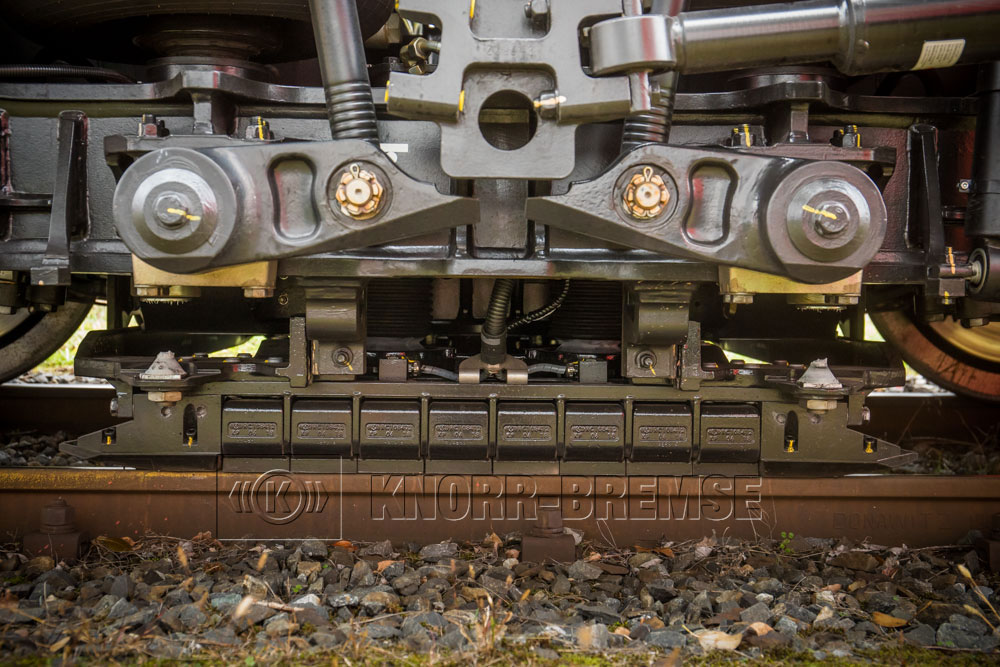
Magnetschienenbremse (angelegter Zustand)

Magnetschienenbremsen werden bei Schienenfahrzeugen neben den primären, radwirksamen Bremssystemen eingesetzt. Bei manchen Hochgeschwindigkeitszügen kommt anstelle der Magnetschienenbremse die Wirbelstrombremse zum Einsatz.
Da Magnetschienenbremsen stets unreguliert und mit ihrer maximalen Bremskraft wirken, werden sie nur bei einer Schnell-, Zwangs- und Notbremsung verwendet. Sie können bei Geschwindigkeiten bis 280 km/h eingesetzt werden, bei Verwendung von speziellen Reibmaterialien ist ein Einsatz bis 350 km/h möglich.
Aufgrund ihrer schienenreinigenden Eigenschaften erhöhen Magnetschienenbremsen während des Bremsvorganges den Kraftschlusswert zwischen den nachfolgenden Rädern und der Schiene. Dies führt zusätzlich zu einer Verbesserung der radwirksamen Bremssysteme.
Im europäischen Zugbeeinflussungssystem ETCS kann die Nutzung von Magnetschienenbremsen per Track Condition verboten werden.

## Wirkprinzip und Funktionsweise
Die Hauptkomponente der Magnetschienenbremse ist der Bremsmagnet. Dem Prinzip eines Elektromagneten folgend besteht dieser aus einer um einen Eisenkern gewickelten Spule, die von hufeisenförmigen Magneten umschlossen wird.
Wird die Magnetschienenbremse wirksam, so werden die Magnete pneumatisch gegen eine Federkraft wirkend bis kurz über die Schienenoberkante abgesenkt. Durch die Magnetspule wird anschließend Gleichstrom geleitet, der ein magnetisches Feld erzeugt. Dies verursacht eine Anziehungskraft zwischen dem Bremsmagneten und der Schiene, wodurch die Magnete nun auf die Schiene gezogen werden. Die dadurch entstehende Reibung wandelt die kinetische Energie der Bewegung in Wärme um (Dissipation), bis die Bewegungsenergie verbraucht ist oder die Bremse deaktiviert wird.

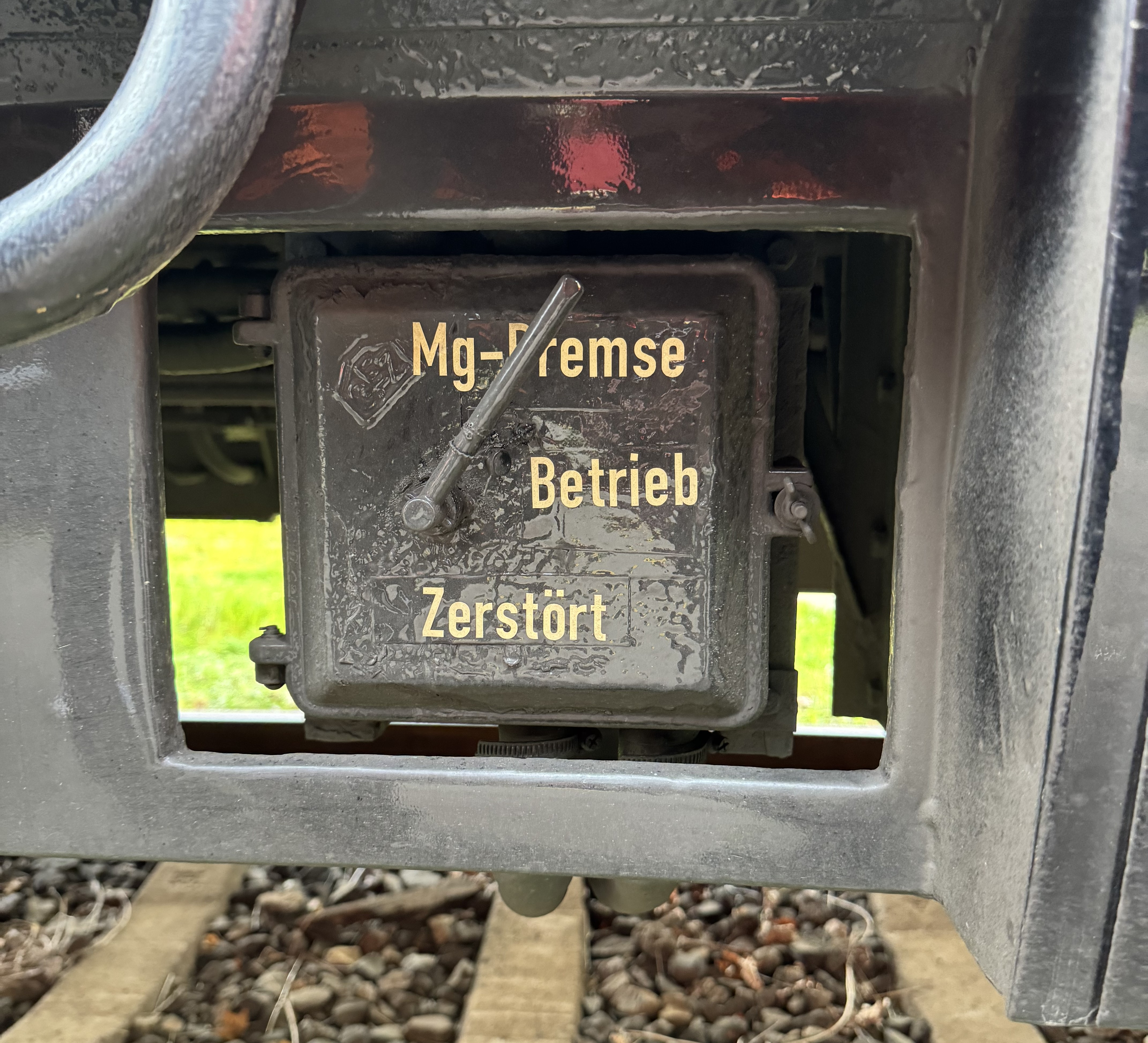
Sicherungstrenner bei älteren Reisezugwagen

Magnetschienenbremsen müssen auch im Falle eines Fahrleitungsausfalls sicher funktionieren. Das Bremssystem ist daher so auszulegen, dass im Falle eines Stromausfalls zu jeder Zeit eine Notstromversorgung gewährleistet ist, z. B. aus Batterien des Fahrzeugs oder auch Generatoren.
Bleibt der Magnetisierungsstrom auch dann aktiviert, wenn die Magnetschienenbremse nicht wirksam sein sollte, ist sie auszuschalten. Dazu muss bei älteren Reisezugwagen ein Sicherungstrenner betätigt werden, der die Kabelverbindungen zur Stromquelle mechanisch trennt. Bei neueren Fahrzeugen muss dazu lediglich der Leistungsschutzschalter ausgeschaltet werden.

## Geschichte

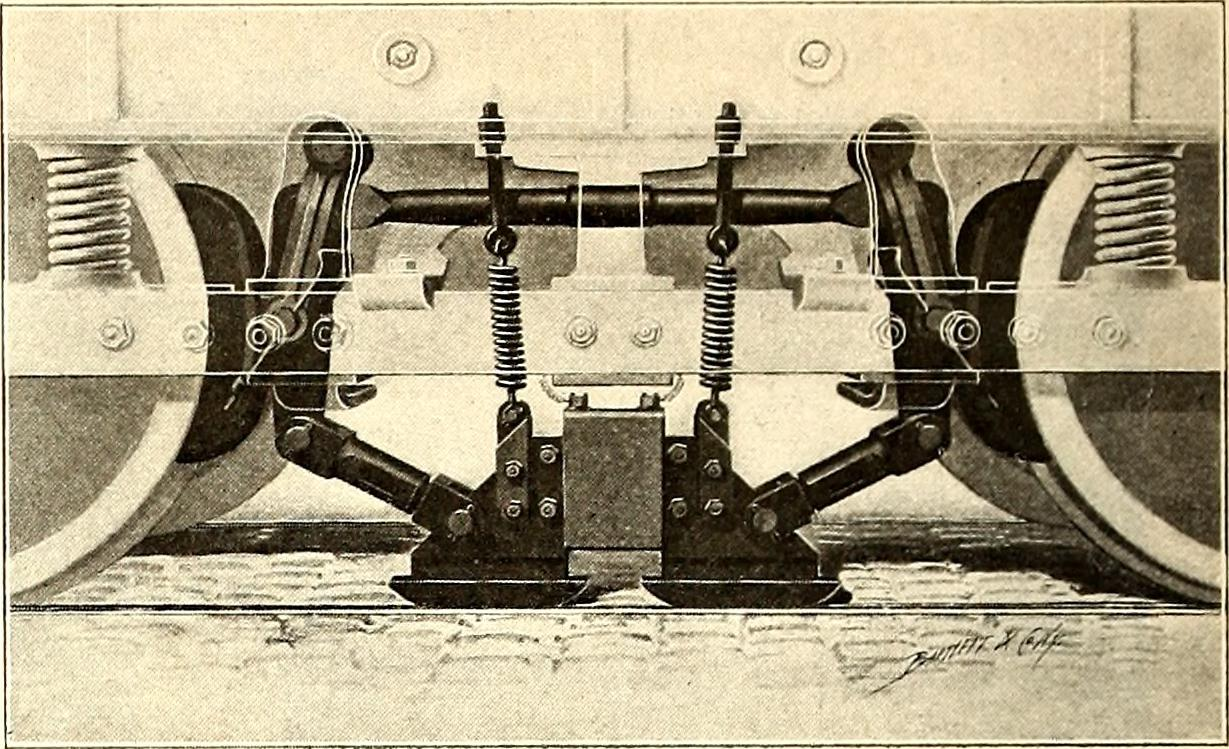
Erste Umsetzungen einer Bremse mit Elektromagneten (1901)

Am 5. April 1900 wurde von der Westinghouse Air Brake Company London ein Patent der ersten elektromagnetischen Bremse für Eisenbahnfahrzeuge angemeldet. Drei Jahre später wurde die elektromagnetische Schienenbremse von der Westinghouse Company in Deutschland eingeführt.

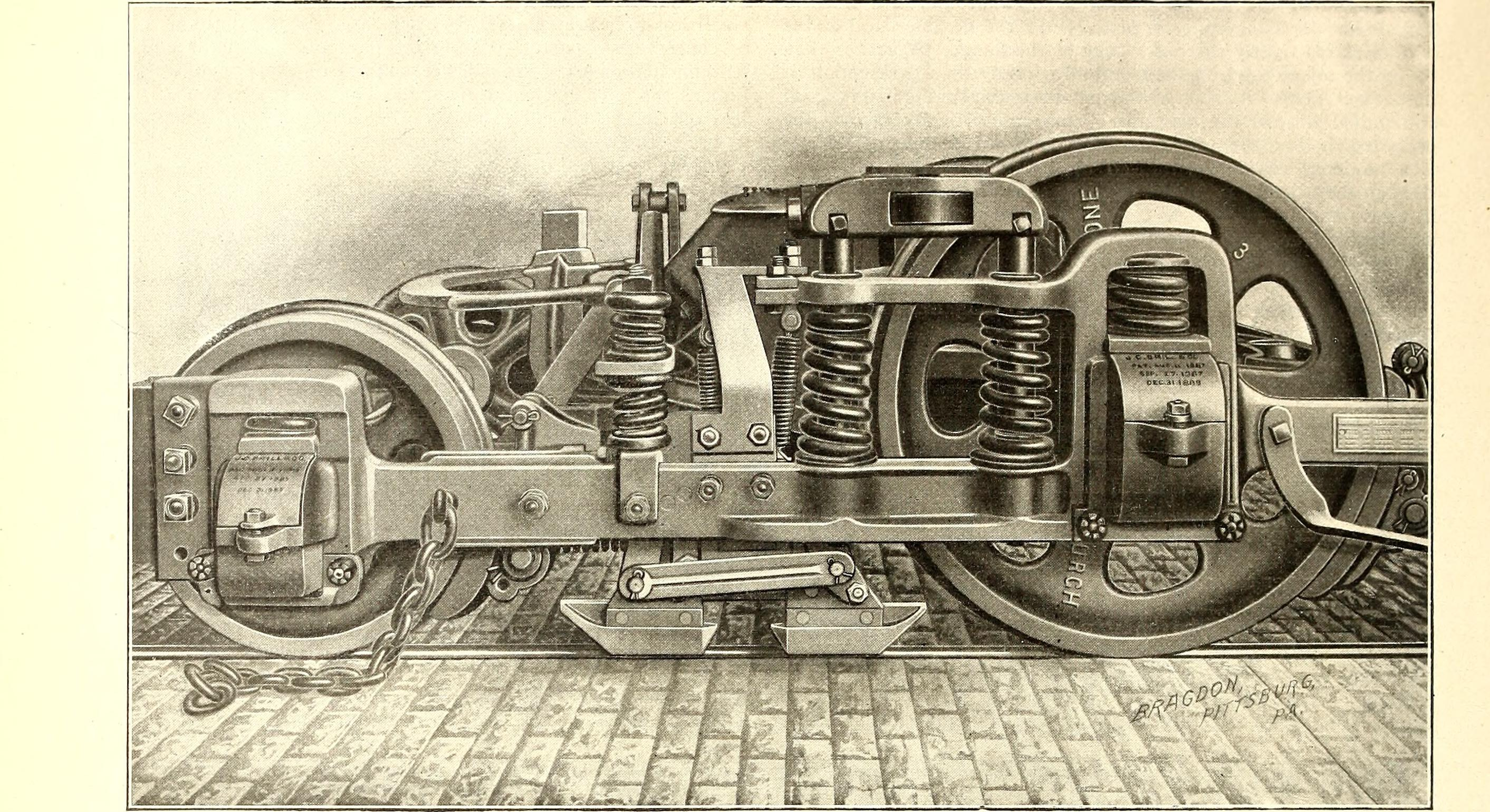
Erste Umsetzungen einer Bremse mit Elektromagneten (1901)

Die Mg-Bremse war dadurch gekennzeichnet, dass die Elektromagneten von den Erregerspulen verschieden stark magnetisiert wurden, wodurch die Bremskraft von der Stärke des Bremsstromes abhängig war. Sogar die Wicklungszahlen der Erregerspulen waren unterschiedlich, um die Bremskraft regulieren zu können. So wurde die Schienenbremse auch mit mehreren Schuhen ausgestattet, um sich etwaigen Unregelmäßigkeiten der Schienen anpassen zu können.
Im Jahre 1905 wurden dann die ersten Versuche bei der Rheinischen Bahngesellschaft durchgeführt. Hierbei handelte es sich um Schienenmagnete mit einer Haftkraft von etwa 4 kN, die sich bei Stromeinschaltung selbsttätig auf die Schienen absenkten und dabei über ein Hebelgestänge auf die Bremsklötze und auf die Räder der Wagen drückten. Damals hat man sich noch nicht damit beschäftigt, dass die Schienenbremse unabhängig von der Reibung zwischen Schiene und Rad wirken sollte.

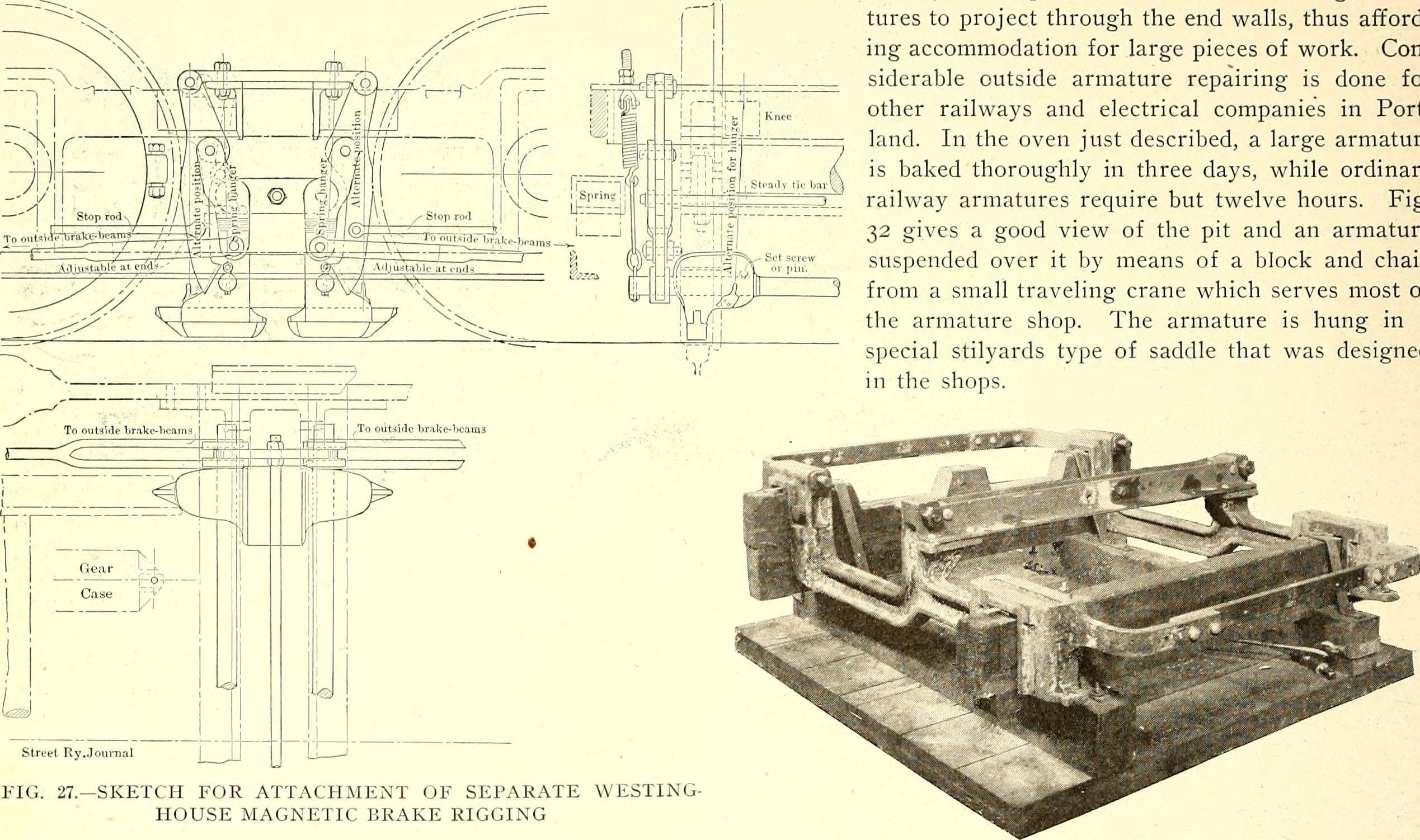
Beispiel für Anwendung einer Westinghouse-Magnetschienenbremse (1904)

1908 wurden Westinghouse-Magnetschienenbremsen bei der Straßenbahn Abbazia, welche über eine Steilstrecke verfügte, erstmals in Österreich eingesetzt. Ebenfalls 1908 übernahm der Bauingenieur Jores die Westinghouse-Vertretung für Schienenbremsen in Deutschland und hatte an der Weiterführung großen Anteil. Nach dem 1. Weltkrieg baute Jores, nachdem der Patentschutz abgelaufen war, die Schienenbremse in eigener Regie nach den von Westinghouse übernommenen Zeichnungen. Ohne wesentliche Änderungen wurde die Schienenbremse bis 1929 hergestellt. Das Hauptmerkmal der damaligen Schienenbremse waren die Schienenschuhe, die aus einem speziellen Walzprofil hergestellt wurden.
Im Jahre 1920 trat die Magnetbremsengesellschaft unter Leitung von M. Müller mit Schienenbremsen auf den Markt. Müller war bemüht, die Schienenbremse durch neue Konstruktionen zu verbessern. So hatte er den Profilschuh durch einen Schienenschuh aus handelsüblichen Flacheisen ersetzt. Bis dahin waren Schienenbremsen nur für Straßenbahnen und somit für Geschwindigkeiten bis 40 km/h zur Anwendung gekommen.

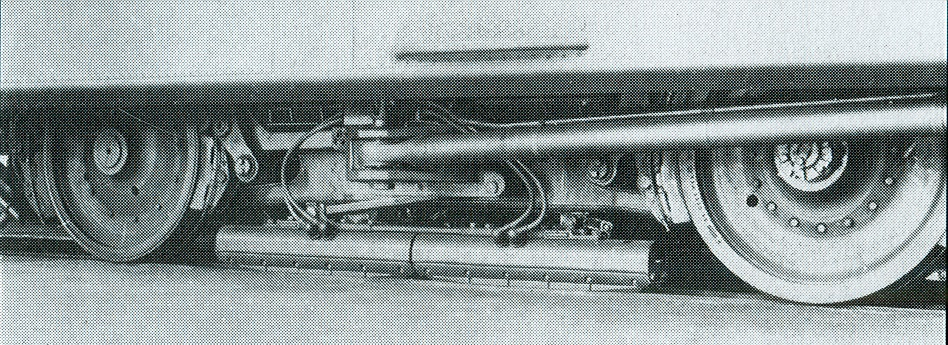
Magnetschienenbremse am SVT Kruckenberg

Anfang 1930 initiierte man bei der Deutschen Reichsbahn das Projekt Fernschnelltriebwagen, das Geschwindigkeiten bis 160 km/h vorsah und große Bedeutung für die Schienenbremse haben sollte.
Im Jahre 1931 wurde die Firma Jores von der Knorr-Bremse A.G. aufgekauft und von der Magnetbremsengesellschaft der technische Direktor Müller gewonnen. Jetzt wurde erstmals innerhalb der Firma Knorr-Bremse die Schienenbremse für schnell fahrende Fahrzeuge entwickelt. In Zusammenarbeit mit der Reichsbahn wurden die ersten Versuche mit dem „Fliegenden Hamburger“ durchgeführt. Für die Bremsung wurden besondere Bremsbacken mit Belägen aus künstlichen Reibstoffen verwendet, die auf Bremstrommeln wirkten und an den Radsternen angebracht waren. Außerdem war eine elektromagnetische Schienenbremse vorhanden, die aber nur als zusätzliche Gefahrenbremse Anwendung finden sollte.
Es zeigte sich, dass der bis dahin übliche Schienenschuh den Anforderungen der hohen Geschwindigkeit und der damit verbundenen großen Erwärmung nicht mehr gewachsen war. So wurden die Schienenschuhe zuerst geschlitzt, unterteilt und aus einzelnen Lamellen hergestellt. Damit wurde die Bremsleistung um 20 % gesteigert. Die Spule wurde jetzt auf dem Kern festgelegt und dann von der Stirnseite des Kastens aus mit dem Kern zusammen in diesen eingeschoben. Der Spulenkasten war zwischen Kern und Wangen des Magneten fest verschraubt, so dass ein Lockern unmöglich war. Die Weiterentwicklung der Schienenbremse schien nun vorerst abgeschlossen zu sein.
Der Reibwert zwischen Schienenschuh und Schiene ist abhängig von der Geschwindigkeit, d. h. mit steigender Geschwindigkeit nimmt der Reibwert ab. Als das Projekt „Geschwindigkeit bis 350 km/h“ offiziell wurde, schien es, als ob hierfür die Schienenbremse nicht mehr nutzbringend sein konnte.
Erst als die Reisezuggeschwindigkeit 140 km/h überschritten und eine kraftschlussunabhängige Bremseinrichtung notwendig wurde, holte man die Pläne der Schienenbremse wieder hervor und verbesserte die Konstruktion. Zur Verbesserung der Berührungsflächen mit der Schiene wurden Gliedermagneten entwickelt und patentiert. Die Mg-Bremse wird nur bei Schnellbremsung über 50 km/h ausgelöst, und haften auch nach unterschreiten der Mindestgeschwindigkeit noch einige Sekunden am Gleis, bevor sie sich kurz vor dem Stillstand lösen.
Bei der Deutschen Bundesbahn waren die damaligen Fernschnellzüge Rheingold und Rheinpfeil (F 9/10, F21/22) ab etwa 1964 die ersten, deren Wagen mit Magnetschienenbremsen ausgestattet waren.

## Bauformen

### Bauform mit Starrmagneten

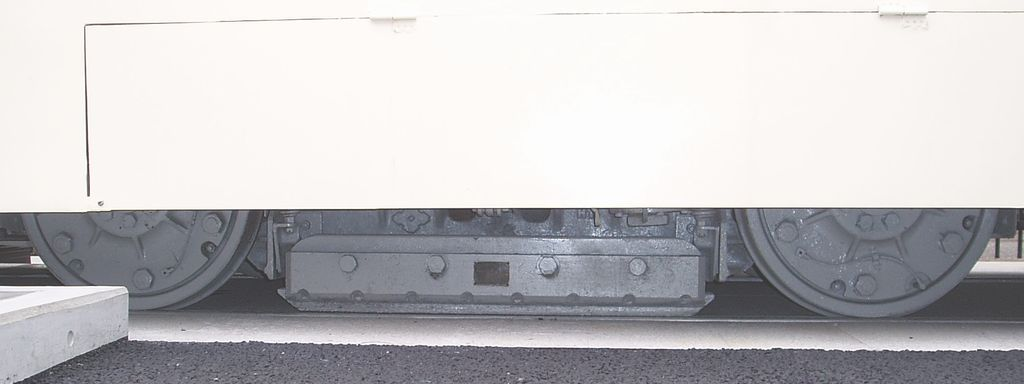
Japanische Magnetschienenbremse mit Starrmagnet

Üblicherweise werden Starrmagneten bei Straßenbahnen angewendet, aufgehängt werden sie hierbei in der Regel in Tiefaufhängung. Starrmagneten enthalten einen einzelnen Stahlkern, der über die gesamte Länge des Magnetkörpers verläuft und an dessen Unterseite sich die Polschuhe als Verschleißteile befinden.
Die Aufhängung ist dafür zuständig, den ausgeschalteten Magneten über der Schiene zu halten. Im Bremsfall zieht sich der Magnet selbsttätig an die Schienen an. Nach dem Abschalten ziehen die Federn der Aufhängung den Magneten wieder in die Bereitschaftsstellung zurück. Die Mitnahme des Bremsmagneten beschreibt die Übertragung der Bremskraft vom Magneten auf das Fahrzeug. Sie erfolgt über Zugbügel beziehungsweise über Turmmitnehmer. Zugbügel werden jeweils am vorderen und hinteren Ende des Bremsmagneten angebracht. Sie stellen die bevorzugte und effektivste Art der Bremskraftübertragung dar.
Wenn der Platz vor beziehungsweise hinter dem Bremsmagneten nicht ausreicht, um die Mitnehmer zu montieren, so werden diese auf der Oberseite des Magneten montiert. Man spricht hierbei von Turmmitnehmern. Auf diese Art von Mitnehmern sollte nur in Ausnahmefällen zurückgegriffen werden. Auf der Unterseite des Bremsmagneten befinden sich die Schienenschuhe. Zwischen den beiden Schienenschuhen sorgt eine unmagnetische Leiste dafür, dass es nicht zu einem magnetischen Kurzschluss kommt. Die Reibflächen der Schienenschuhe können aus verschiedenen Materialien bestehen, die jeweils die Lebensdauer und die Bremsleistung der Schienenschuhe bestimmen.

### Bauform mit Gliedermagneten

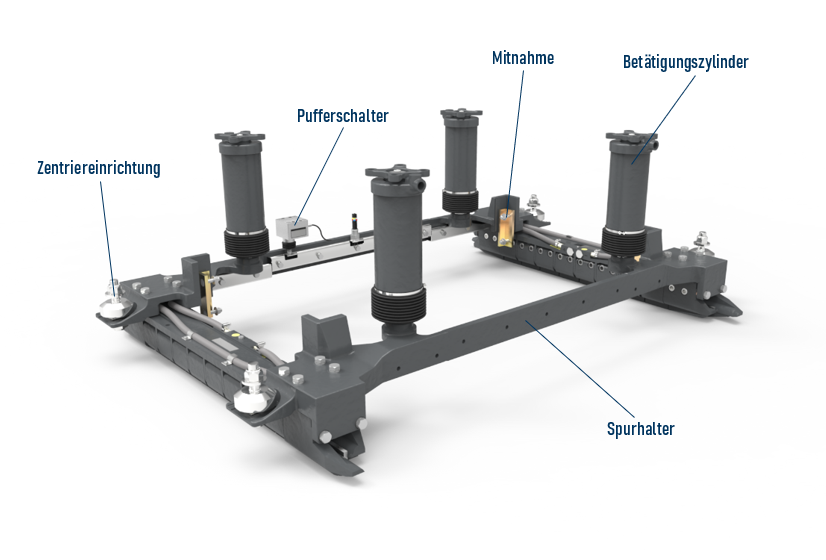
Beschriftetes Bremsviereck mit Gliedermagneten

Gliedermagneten haben Magnetkerne, die in zwei Endstücke und mehrere, durch Trennwände abgegrenzte Zwischenglieder unterteilt sind. Während die Endstücke fest mit dem Spulenkörper verbaut sind, können sich die Zwischenglieder in ihren Öffnungen frei bewegen, um so Schienenunebenheiten auszugleichen.
Die Spurhalter dienen der Distanzhaltung der Bremsmagneten. Darüber hinaus stellen sie deren Parallelität und Stabilität sicher. Zusammen mit den beiden Bremsmagneten bilden die Spurhalter das sogenannte Bremsviereck. Spurhalter müssen individuell für jedes Fahrzeugmodell angepasst werden.
Die Betätigungszylinder befinden sich auf der Oberseite des Bremsvierecks. Sie sind dafür zuständig, das Bremsviereck auf die Schienen abzusenken und anschließend wieder anzuheben.
Eingebaute Federn halten das Bremsviereck in Hochlage, wenn die Bremsen nicht betätigt werden. Im Bremsfall wird das Bremsviereck pneumatisch entgegen der Kraft der Federn bis auf wenige Millimeter über die Schienen abgesenkt. Die dazu erforderliche Druckluftversorgung erfolgt über einen eigenen Druckluftbehälter. So wird sichergestellt, dass das Bremssystem auch bei einem Ausfall der Drucklufthauptleitung des Fahrzeuges weiterhin funktioniert. Wenn die Bremsen gelöst werden, heben die Federn in den Betätigungszylindern das Bremsviereck wieder in die Hochlage.
Im deaktivierten Zustand werden die Magneten stromlos geschaltet und das Bremsviereck in Hochlage gebracht. In diesem Fall sorgt die Zentriereinrichtung dafür, dass das Bremsviereck in seiner Position zentriert und fixiert wird. Bei einer Bremsung werden die Bremsmagneten aktiviert und zentrieren sich durch die Magnetkraft selbstständig auf den Schienen.
Auch bei Gliedermagneten sorgen Mitnehmer dafür, dass die Bremskraft von den Bremsmagneten auf das Fahrzeug übertragen wird. Sie befinden sich in allen vier Ecken auf der Innenseite des Bremsvierecks. Bei Bedarf kann am Bremsviereck ein Pufferschalter montiert werden. Dieser meldet, wenn das Bremsviereck seine Hochlage verlässt und gibt somit Auskunft über den Status der Schienenbremse.

## Reibmaterial
Die Pol- bzw. Schienenschuhe bei Magnetschienenbremsen können aus unterschiedlichen Materialien bestehen. Diese unterscheiden sich vor allem in ihren magnetischen Eigenschaften, dem Bremskraftbeiwert und ihrem Verschleiß.
Stahl stellt das Standardreibmaterial bei Schienenbremsen dar. Der Verschleiß von Pol- bzw. Schienenschuhen aus Stahl ist gering, doch sie bilden Aufschweißungen, die regelmäßig abgeschlagen werden müssen.
Pol- bzw. Schienenschuhe aus Sinterwerkstoffen bieten aufgrund eines höheren Reibkoeffizienten eine höhere Verzögerung und bilden keine Aufschweißungen, dafür ist der Verschleiß höher. Sintermaterialien werden in bremskraftkritischen Fällen eingesetzt und aktuell beispielsweise bei Vy in Norwegen verwendet.
Aus Gusseisen hergestellte Pol- bzw. Schienenschuhe werden nur im Vollbahnbereich eingesetzt. Sie haben eine verringerte Bremskraft und einen erhöhten Verschleiß, bilden jedoch keine Aufschweißungen. In Frankreich ist Gusseisen das Standard-Reibmaterial für Magnetschienenbremsen.